# Fórmula d'interpolació de Whittaker-Shannon
La fórmula d'interpolació Whittaker-Shannon o interpolació sinc és un mètode per construir una funció de banda limitada de temps continu a partir d'una seqüència de nombres reals. La fórmula es remunta als treballs d'E. Borel el 1898 i ET Whittaker el 1915, i es va citar dels treballs de JM Whittaker el 1935, i en la formulació del teorema de mostreig de Nyquist–Shannon de Claude Shannon el 1949. També s'anomena comunament fórmula d'interpolació de Shannon i fórmula d'interpolació de Whittaker. ET Whittaker, que la va publicar el 1915, la va anomenar la sèrie Cardinal.

A la figura de l'esquerra, la corba grisa mostra una funció f (t) en el domini del temps que es mostreja (els punts negres) a freqüències de mostreig que creixen constantment i es reconstrueix per produir la corba d'or. A la figura de la dreta, la corba vermella mostra l'espectre de freqüència de la funció original f(t), que no canvia. La freqüència més alta de l'espectre és la meitat de l'amplada de tot l'espectre. L'ombrejat rosa que augmenta constantment representa l'espectre de freqüència de la funció reconstruïda, que gradualment omple més de l'espectre de freqüència de la funció original a mesura que augmenta la freqüència de mostreig. Quan l'espectre de freqüència de la funció reconstruïda abasta tot l'espectre de freqüències de la funció original, és el doble d'ample que la freqüència més alta, i és quan la forma d'ona reconstruïda coincideix amb la mostrada.

## Definició
Donada una successió de nombres reals, x[n], la funció contínua
{\displaystyle x(t)=\sum _{n=-\infty }^{\infty }x[n]\,{\rm {sinc}}\left({\frac {t-nT}{T}}\right)\,}
(on "sinc" denota la funció sinc normalitzada) té una transformada de Fourier, X(f), els valors diferents de zero de la qual estan confinats a la regió | f | ≤ 1/(2 T). Quan el paràmetre T té unitats de segons, el límit de banda, 1/(2T), té unitats de cicles/s (hertz). Quan la seqüència x[n] representa mostres de temps, a l'interval T, d'una funció contínua, la quantitat fs = 1/T es coneix com a freqüència de mostreig, i fs /2 és la freqüència de Nyquist corresponent. Quan la funció mostrejada té un límit de banda, B, menor que la freqüència de Nyquist, x(t) és una reconstrucció perfecta de la funció original. (Vegeu el teorema de mostreig). En cas contrari, els components de freqüència per sobre de la freqüència de Nyquist "pleguen" a la regió sub-Nyquist de X(f), donant lloc a una distorsió. (Vegeu Aliasing).

## Formulació equivalent: filtre de convolució/pas baix
La fórmula d'interpolació es deriva a l'article del teorema de mostreig de Nyquist-Shannon, que assenyala que també es pot expressar com la convolució d'un tren d'impulsos infinit amb una funció sinc :
{\displaystyle x(t)=\left(\sum _{n=-\infty }^{\infty }T\cdot \underbrace {x(nT)} _{x[n]}\cdot \delta \left(t-nT\right)\right)\circledast \left({\frac {1}{T}}{\rm {sinc}}\left({\frac {t}{T}}\right)\right).}
Això equival a filtrar el tren d'impulsos amb un filtre de pas baix ideal (paret de maó) amb guany d'1 (o 0 dB) a la banda de pas. Si la freqüència de mostreig és prou alta, això significa que la imatge de banda base (el senyal original abans del mostreig) es passa sense canvis i les altres imatges s'eliminen pel filtre de paret de maó.

## Convergència
La fórmula d'interpolació sempre convergeix de manera absoluta i local uniformement sempre que
{\displaystyle \sum _{n\in \mathbb {Z} ,\,n\neq 0}\left|{\frac {x[n]}{n}}\right|<\infty .}
Per la desigualtat de Hölder això es compleix si la seqüència {\displaystyle (x[n])_{n\in \mathbb {Z} }} pertany a qualsevol dels {\displaystyle \ell ^{p}(\mathbb {Z} ,\mathbb {C} )} espais amb 1 ≤ pàg < ∞, és a dir
{\displaystyle \sum _{n\in \mathbb {Z} }\left|x[n]\right|^{p}<\infty .}
Aquesta condició és suficient, però no necessària. Per exemple, la suma generalment convergeix si la seqüència de mostra prové del mostreig de gairebé qualsevol procés estacionari, en aquest cas la seqüència de mostra no és sumable al quadrat i no es troba en cap {\displaystyle \ell ^{p}(\mathbb {Z} ,\mathbb {C} )} espai.

## Processos aleatoris estacionaris
Si x[n] és una seqüència infinita de mostres d'una funció mostra d'un procés estacionari de sentit ampli, aleshores no és membre de cap {\displaystyle \ell ^{p}} o Lp espai, amb probabilitat 1; és a dir, la suma infinita de mostres elevades a una potència p no té un valor esperat finit. No obstant això, la fórmula d'interpolació convergeix amb la probabilitat 1. La convergència es pot mostrar fàcilment calculant les variàncies dels termes truncats de la suma, i mostrant que la variància es pot fer arbitràriament petita escollint un nombre suficient de termes. Si la mitjana del procés és diferent de zero, cal considerar parells de termes per mostrar també que el valor esperat dels termes truncats convergeix a zero.
Com que un procés aleatori no té una transformada de Fourier, la condició sota la qual la suma convergeix a la funció original també ha de ser diferent. Un procés aleatori estacionari té una funció d'autocorrelació i, per tant, una densitat espectral segons el teorema de Wiener-Khinchin. Una condició adequada per a la convergència a una funció de mostra del procés és que la densitat espectral del procés sigui zero a totes les freqüències iguals i superiors a la meitat de la freqüència de mostreig.